# Uckerfelde
Uckerfelde è un comune di 940 abitanti del Brandeburgo, in Germania.
Appartiene al circondario dell'Uckermark ed è parte della comunità amministrativa di Gramzow.
Non esiste alcun centro abitato denominato «Uckerfelde»; si tratta pertanto di un comune sparso.

## Storia
Il comune di Uckerfelde venne creato il 31 dicembre 2001 dalla fusione dei comuni di Bertikow, Bietikow, Falkenwalde e Hohengüstow. Il nome del nuovo comune significa "campi dell'Ucker", con riferimento al fiume che scorre nei pressi.

## Geografia antropica
Il comune di Uckerfelde è suddiviso nelle frazioni (Ortsteil) di Bertikow, Bietikow, Falkenwalde e Hohengüstow.